# Alfonsina Gonzaga
Alfonsina Gonzaga (Novellara, 16 aprile 1580 – Riva del Garda, 9 maggio 1647) è stata una nobildonna italiana.

## Biografia
Era figlia di Alfonso I Gonzaga, conte di Novellara e di Vittoria di Capua, figlia di Giovanni Tommaso di Capua marchese della Torre di Francolise (?–1627) e di Faustina Colonna, figlia di Don Camillo Colonna duca di Zagarolo. 
Sposò nel 1602 Giannangelo Gaudenzio Madruzzo, signore di Pergine, rimasto vedovo nel 1599 di Caterina Orsini, ma non ebbe figli.
Tra il 1603 e il 1609 il marito fece edificare a Riva del Garda la chiesa dell'Inviolata e Alfonsina portò a completamento il pavimento e gli altari (questo sta scritto nel testamento dopo la morte dello sposo l'11 dicembre 1618),
fu una donna munifica verso il santuario dell'Inviolata e fece costruire anche un'altra Chiesa dedicata a Sant'Anna
nel 1641 andata distrutta nel 1919.
Troverete l'immagine di Alfonsina nella Chiesa dell'Inviolata negli affreschi laterali dell'altare di San Carlo, nell'affresco destro si trova nella sua casa di Riva che venera un quadro di San Carlo.
trovate la sua immagine anche nell'affresco sinistro dove S:Carlo distribuisc la Comunione agli appestati del 1576/77
non si sa perché il pittore Martino Teofilo Polacco l'ha messa tra gli appestati 
Lei è sepolta nella tomba davanti all'altare maggiore con il velo dell cappuccine ed un mattone sotto la testa (umiltà) 

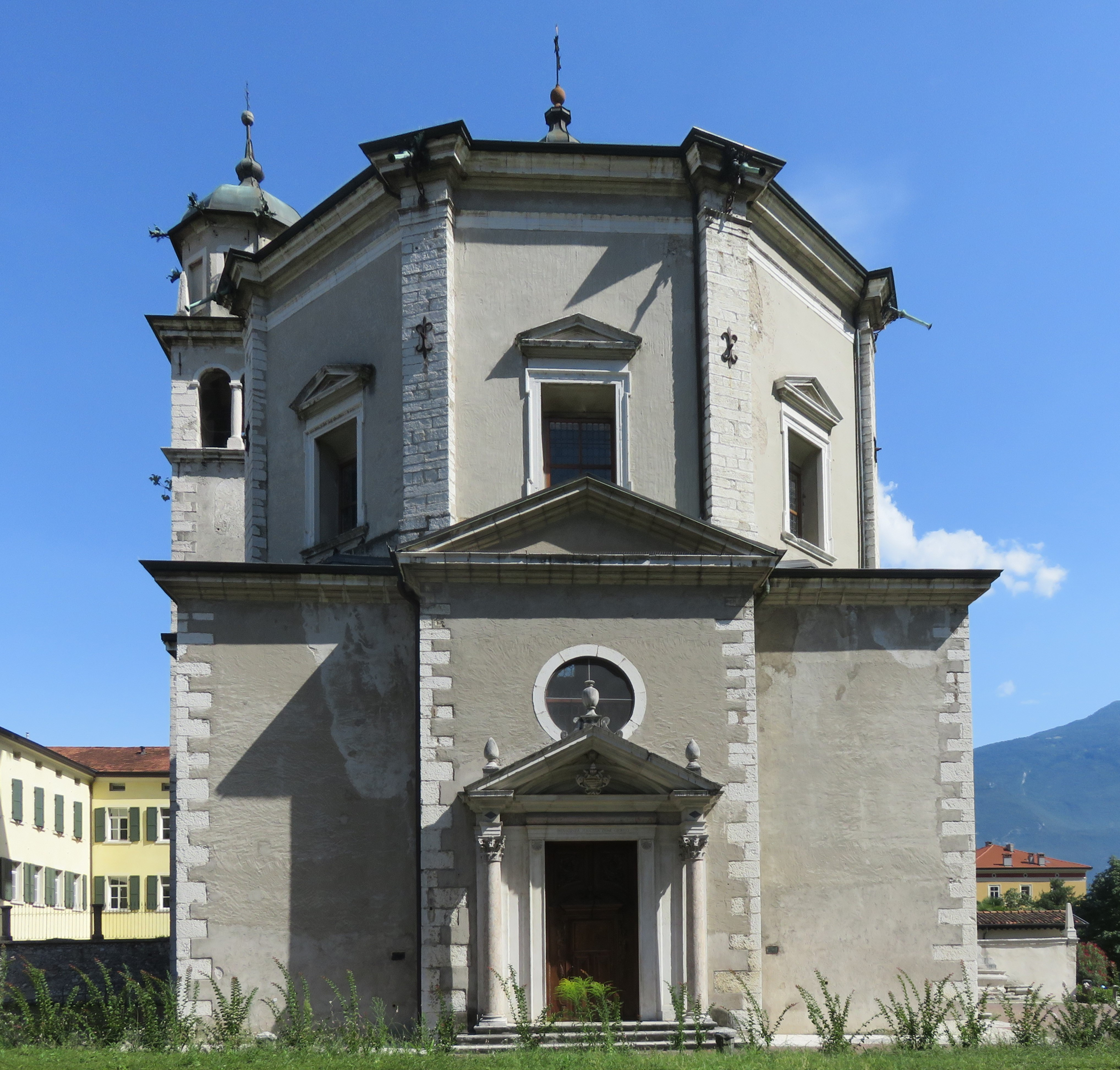
Riva del Garda, chiesa dell'Inviolata

## Alfonsina Gonzaga nell'arte
- Alfonsina Gonzaga di Novellara in preghiera davanti all'effigie di San Carlo Borromeo, affresco di Martino Teofilo Polacco, Riva del Garda, chiesa dell'Inviolata
- Ritratto di Alfonsina Gonzaga, olio su tela, attribuito a Pier Maria Bagnadore, 1615/1620, Riva del Garda, MAG Museo Alto Garda
- Ritratto di Alfonsina Gonzaga, olio su tela 20,5×15,5 cm, ignoto del XVII secolo, Verona, Museo di Castelvecchio
- Una dama con disegni di un pizzo, olio su tela 127×96,5 cm, scuola italiana del XVII secolo, Londra, collezione privata.

## Ascendenza
|                                                                   |                                          |                                              | Genitori                                                                            |  |  | Nonni |  |  | Bisnonni                                                       |  |  | Trisnonni                                              |  |
|                                                                   |                                          |                                              |                                                                                     |  |  |       |  |  | Giampietro Gonzaga, I conte di Novellara, Bagnolo e Cortenuova |  |  | Francesco I Gonzaga, IV signore di Novellara e Bagnolo |  |
|                                                                   |                                          |                                              |                                                                                     |  |  |       |  |  | Giampietro Gonzaga, I conte di Novellara, Bagnolo e Cortenuova |  |  | Francesco I Gonzaga, IV signore di Novellara e Bagnolo |  |
|                                                                   |                                          | Costanza Strozzi                             |                                                                                     |  |  |       |  |  | Giampietro Gonzaga, I conte di Novellara, Bagnolo e Cortenuova |  |  |                                                        |  |
| Alessandro I Gonzaga, II conte di Novellara, Bagnolo e Cortenuova |                                          |                                              |                                                                                     |  |  |       |  |  | Giampietro Gonzaga, I conte di Novellara, Bagnolo e Cortenuova |  |  |                                                        |  |
|                                                                   |                                          | Caterina Torelli                             | Cristoforo I Torelli, II conte di Montechiarugolo                                   |  |  |       |  |  |                                                                |  |  |                                                        |  |
|                                                                   |                                          | Caterina Torelli                             | Cristoforo I Torelli, II conte di Montechiarugolo                                   |  |  |       |  |  |                                                                |  |  |                                                        |  |
|                                                                   |                                          | Caterina Torelli                             | Taddea Pio di Carpi                                                                 |  |  |       |  |  |                                                                |  |  |                                                        |  |
| Alfonso I Gonzaga, V conte di Novellara, Bagnolo e Cortenuova     |                                          | Caterina Torelli                             |                                                                                     |  |  |       |  |  |                                                                |  |  |                                                        |  |
|                                                                   |                                          | Giberto VII da Correggio, conte di Correggio | Manfredo I da Correggio, conte di Correggio                                         |  |  |       |  |  |                                                                |  |  |                                                        |  |
|                                                                   |                                          | Giberto VII da Correggio, conte di Correggio | Manfredo I da Correggio, conte di Correggio                                         |  |  |       |  |  |                                                                |  |  |                                                        |  |
|                                                                   |                                          | Giberto VII da Correggio, conte di Correggio | Agnese Pio di Carpi                                                                 |  |  |       |  |  |                                                                |  |  |                                                        |  |
| Costanza da Correggio                                             |                                          | Giberto VII da Correggio, conte di Correggio |                                                                                     |  |  |       |  |  |                                                                |  |  |                                                        |  |
|                                                                   |                                          | Violante Pico della Mirandola                | Antonio Maria Pico della Mirandola, conte della Concordia e signore della Mirandola |  |  |       |  |  |                                                                |  |  |                                                        |  |
|                                                                   |                                          | Violante Pico della Mirandola                | Antonio Maria Pico della Mirandola, conte della Concordia e signore della Mirandola |  |  |       |  |  |                                                                |  |  |                                                        |  |
|                                                                   |                                          | Violante Pico della Mirandola                | Costanza Bentivoglio                                                                |  |  |       |  |  |                                                                |  |  |                                                        |  |
| Alfonsina Gonzaga di Novellara                                    |                                          | Violante Pico della Mirandola                |                                                                                     |  |  |       |  |  |                                                                |  |  |                                                        |  |
|                                                                   | Annibale di Capua, signore di Montagnano | Francesco di Capua, VII conte di Altavilla   |                                                                                     |  |  |       |  |  |                                                                |  |  |                                                        |  |
|                                                                   | Annibale di Capua, signore di Montagnano | Francesco di Capua, VII conte di Altavilla   |                                                                                     |  |  |       |  |  |                                                                |  |  |                                                        |  |
|                                                                   | Annibale di Capua, signore di Montagnano | Elisabetta Conti                             |                                                                                     |  |  |       |  |  |                                                                |  |  |                                                        |  |
| Giovanni Tommaso di Capua, I marchese della Torre Francolise      | Annibale di Capua, signore di Montagnano |                                              |                                                                                     |  |  |       |  |  |                                                                |  |  |                                                        |  |
|                                                                   |                                          | Lucrezia Acrimonte, signora di Rocca Romana  | Aniello Acrimonte, conte di Borello                                                 |  |  |       |  |  |                                                                |  |  |                                                        |  |
|                                                                   |                                          | Lucrezia Acrimonte, signora di Rocca Romana  | Aniello Acrimonte, conte di Borello                                                 |  |  |       |  |  |                                                                |  |  |                                                        |  |
|                                                                   |                                          | Lucrezia Acrimonte, signora di Rocca Romana  | Cassandra Serrisorice                                                               |  |  |       |  |  |                                                                |  |  |                                                        |  |
| Vittoria di Capua                                                 |                                          | Lucrezia Acrimonte, signora di Rocca Romana  |                                                                                     |  |  |       |  |  |                                                                |  |  |                                                        |  |
|                                                                   |                                          | Camillo Colonna, I duca di Zagarolo          | Marcello Colonna, signore di Gallicano, Zagarolo e Calabritto                       |  |  |       |  |  |                                                                |  |  |                                                        |  |
|                                                                   |                                          | Camillo Colonna, I duca di Zagarolo          | Marcello Colonna, signore di Gallicano, Zagarolo e Calabritto                       |  |  |       |  |  |                                                                |  |  |                                                        |  |
|                                                                   |                                          | Camillo Colonna, I duca di Zagarolo          | Margherita delli Monti                                                              |  |  |       |  |  |                                                                |  |  |                                                        |  |
| Faustina Colonna                                                  |                                          | Camillo Colonna, I duca di Zagarolo          |                                                                                     |  |  |       |  |  |                                                                |  |  |                                                        |  |
|                                                                   |                                          | Vittoria Colonna                             | Pierfrancesco Colonna, signore di Zagarolo                                          |  |  |       |  |  |                                                                |  |  |                                                        |  |
|                                                                   |                                          | Vittoria Colonna                             | Pierfrancesco Colonna, signore di Zagarolo                                          |  |  |       |  |  |                                                                |  |  |                                                        |  |
|                                                                   |                                          | Vittoria Colonna                             | Laura di Somma                                                                      |  |  |       |  |  |                                                                |  |  |                                                        |  |
|                                                                   |                                          | Vittoria Colonna                             |                                                                                     |  |  |       |  |  |                                                                |  |  |                                                        |  |